# Dritter Anglo-Birmanischer Krieg

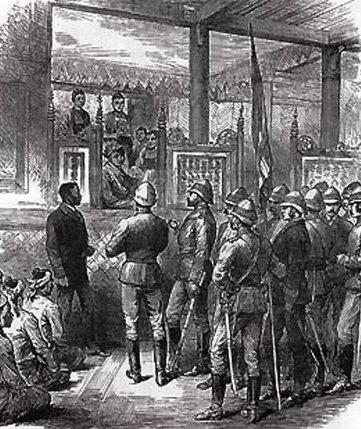
Die Briten unter General Prendergast konfrontieren den König im dritten Burmesischen Krieg (1885)

Der Dritte Britisch-Birmanische Krieg im Jahr 1885 war die letzte militärische Auseinandersetzung zwischen Birma und dem Vereinigten Königreich. Als Ergebnis wurde das birmanische Reich vollständig von den Briten besetzt und am 1. Januar 1886 in deren Kronkolonie Britisch-Indien eingegliedert.

## Ursache und Verlauf
1853 wurde der Zweite Britisch-Birmanische Krieg beendet, bei dem die Briten bereits das untere Birma annektiert hatten. 1854 wurde die birmanische Hauptstadt nach Mandalay verlegt. Der letzte König von Birma, Thibaw Min, versuchte zu Beginn der 1880er Jahre, sein Land Frankreich anzunähern. 1885 schließlich kam es zu einer Krise, die als „Große Schuhfrage“ (Great Shoe Question) bekannt wurde: der Palast verfügte, dass nicht nur birmesische Untertanen vor Betreten der Räume die Schuhe auszuziehen hätten, sondern dass dies auch von den Europäern erwartet werde. Die britischen Beamten weigerten sich und wurden folgerichtig aus der Hauptstadt Mandalay verbannt. Schließlich erließ Thibaw Min eine Proklamation, die allen Birmesen die Befreiung des Südens von den Briten zur Pflicht machte. Dies war der willkommene Anlass für die britische Kolonialverwaltung in Indien, den König als Tyrannen und Vertragsbrecher hinzustellen und die endgültige Okkupation von Birma zu vollenden.
Der britische General Harry Prendergast erhielt den Befehl, das obere Birma mit 11.000 Mann, leichten Booten und Elefanten zu erobern. Auch aufgrund von Uneinigkeiten innerhalb der birmesischen Truppen erreichten die Truppen Prendergasts bereits am 26. November die Hauptstadt Mandalay bei wenig Gegenwehr und zwangen den König zur Abdankung. Er wurde gemeinsam mit seiner Frau Supayalat und einigen Mitgliedern des königlichen Hofes ins Exil, zunächst nach Ceylon und schließlich nach Ratnagiri (bei Bombay), Indien, geschickt, wo er 1916 verstarb. Birma wurde am 1. Januar 1886 Teil von Britisch-Indien.